# 直江弘文
直江 弘文（なおえ ひろぶみ、1948年8月30日 - ）は、日本の政治家。自由民主党所属の愛知県議会議員（11期）。

## 来歴
- 1948年（昭和23年）8月30日 - 生まれる
- 1972年（昭和47年） - 大同大学卒業後、国会議員秘書を務める
- 1983年（昭和58年） - 愛知県議会議員選挙に初当選
- 2023年（令和5年） - 愛知県議会議員選挙で11期目の当選
- 2024年（令和6年） - 第104代愛知県議会議長（2025年まで）[1]

## 人物
- 信条・モットー : 持続可能な資源循環型社会の構築を目指して
- 趣味・特技 : ゴルフ、真向健康法
- 家族 : 妻
- 著書 : 『生ゴミは宝だ！』（文化創作出版）

## 政策
「地球温暖化防止」と「経済成長」の両立を掲げ、以下の5つを主要政策として活動している。

### 教育
STEAM教育とICT教育の強化を推進し、社会が求める人材を育成するための新たな教育カリキュラムの作成を目指す。

### いのち（介護）
IT技術やロボットの活用により、介護従事者の負担を軽減し、生産性向上と所得向上を図る。また、認知症の早期発見と社会への啓発を進める行政システムの構築に取り組む。

### 技術
IT、DX（デジタルトランスフォーメーション）を活用し、ものづくりの最適化・最短化・最安化を通じて、生産性向上、賃金上昇、新たな雇用と産業の創出を目指す。

### 災害対策
名古屋港の防潮堤と新川堤防の強化を完了。今後は、名古屋港に監視カメラを整備し、地震・津波などの情報をリアルタイムでフィードバックすることで、住民の安全な避難誘導に繋げる。

### 名古屋港
カーボンニュートラルポートを推進し、水素社会のインフラ整備に注力。ガーデンふ頭の総合開発、背後の商店街を含めたみなとまちづくり、ポートアイランドの利活用を進める。

## 主な実績
- 名四国道（国道23号線）の高架化 : 十一屋交差点および宝神交差点の高架化を推進。
- GIGAスクール構想の推進 : 名古屋市内の全公私立高校にスタディサプリを公費負担で導入し、コロナ禍における教育格差の解消に尽力。
- 新型コロナウイルス感染症対策 : 愛知県議会の新型コロナウィルス感染症対策特別委員長として、飲食店等の感染防止対策を認証する「あいスタ認証」を推進し、約3万店舗の認証を確保。
- スタートアップ支援 : スタートアップ支援拠点「ステーションAi」の2024年オープンを推進。
- 名古屋第二環状自動車道の全線開通 : 全線開通に貢献。
- 防災対策 : 新川堤防の矢板工事を実現し、地域の防災対策を強化。